# Wiczlino

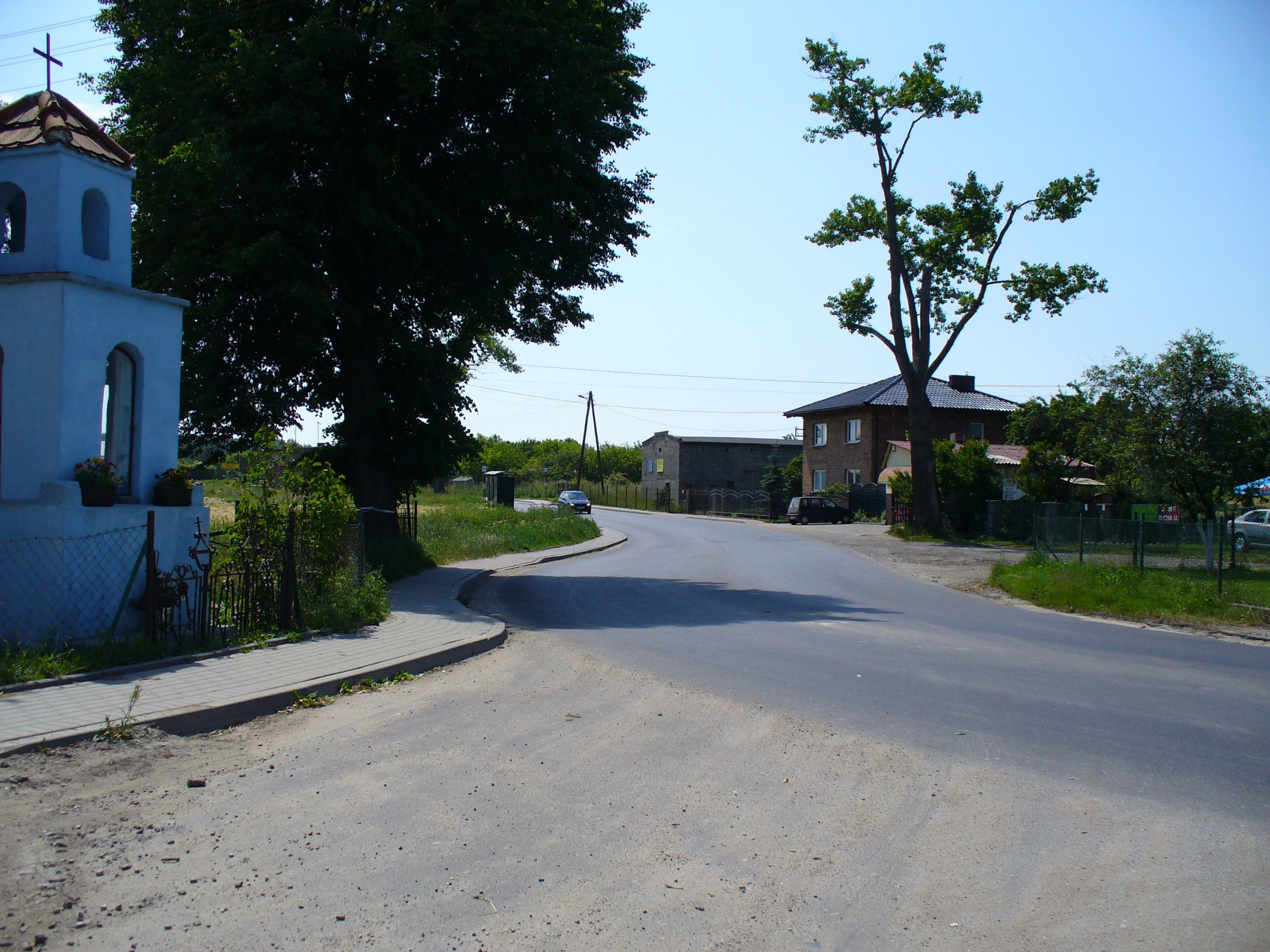
Wiczlino

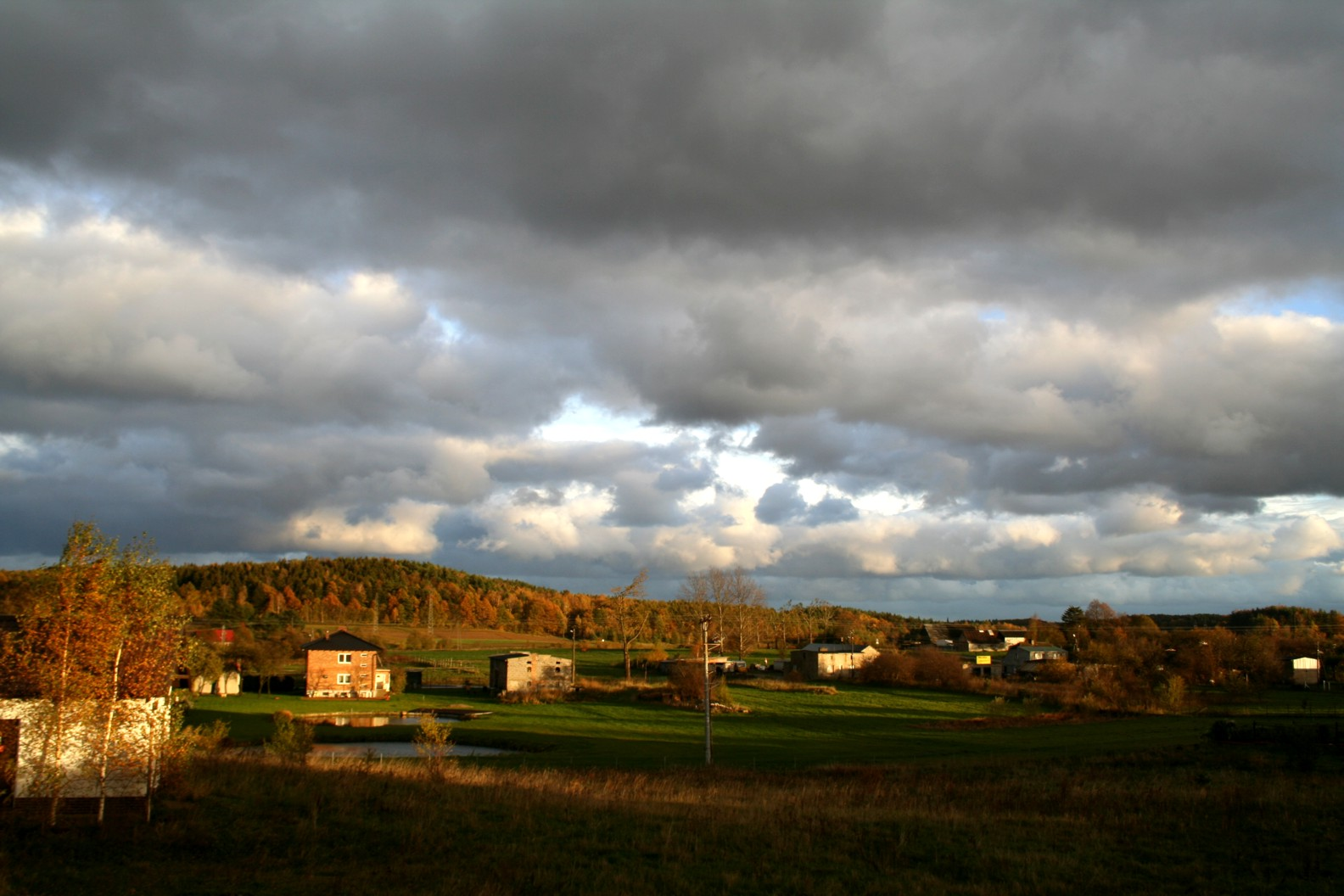
Wiczlino

Wiczlino (kaszb. Wiczlëno, niem. Vitzlin) – osiedle położone na terenie Gdyni, stanowiące część dzielnicy Chwarzno-Wiczlino. 

## Opis
W granice miasta zostało włączone najpóźniej z wszystkich zabudowanych części Gdyni 1 stycznia 1973 - wcześniej stanowiło samodzielną wieś sołecką. W latach 1954–1959 wieś należała i była siedzibą władz gromady Wiczlino, po jej zniesieniu w gromadzie Chwaszczyno. 
Dominuje tu rozproszona zabudowa jednorodzinna, otoczona łąkami, polami uprawnymi i terenami leśnymi. Od kilkunastu lat na terenie Wiczlina powstają również nowe osiedla domów mieszkalnych.
Obecnie nazwa Wiczlino odnosi się nie tylko do dawnego centrum wsi o zwartej zabudowie (położonego w miejscu, gdzie rozpoczynają się ul. Sucha i Śliska, krzyżując z ul. Wiczlińską), ale do obszaru całego dawnego sołectwa.

## Historia miejscowości
Prywatna wieś szlachecka położona była w drugiej połowie XVI wieku w powiecie gdańskim województwa pomorskiego.
W 1780 r. właścicielem Wiczlina był Krokowski, wieś miała 138 mieszkańców, 124 katolików i 14 niekatolików.
Na koniec 1892 r. miejscowość liczyła  502 osoby, 464 Kaszubów katolików i 38 Niemców ewangelików.
W roku 1913 miała 600 mieszkańców, znane są też nazwiska 2 miejscowych kowali: P. Piepke i Gustav Sawatzki.

## Części dzielnicy
Do Wiczlina należą także:
- Wiczlino Wybudowanie - największa część Wiczlina, zdominowana przez rozproszoną zabudowę, w której skład wchodzą mniejsze osiedla:

- Zielenisz|  | Zobacz multimedia związane z tematem: Wiczlino |

- Wiczlino Ogród
- Patio Róży
- Dębowa Góra
- Niemotowo
- osada leśna Wielka Rola
- część Kolonii Chwaszczyńskiej – pojedyncze domostwa wokół Góry Donas (druga część Kolonii należy do dzielnicy Dąbrowa).

Na terenie osiedla znajdują się dwie szkoły: Szkoła Podstawowa nr 37 oraz XVII Liceum Ogólnokształcące w Gdyni.
Znajdująca się na terenie osiedla ul. Wiczlińska jest trzecią co do długości ulicą Gdyni (7048 m).

## Geologia
Obszar znajduje się w mezoregionie fizyczno-geograficznym Pojezierze Kaszubskie, należącym do makroregionu Pojezierze Wschodniopomorskie, wchodzącego w podprowincję Pojezierza Południowobałtyckie i prowincję Niż Środkowoeuropejski.
Najstarsze nawiercone osady na Wiczlinie pochodzą z górnej kredy (kampan), są to głównie margle i opoki. W tej warstwie sporadycznie występują gezy i piaski glaukonitowe. Nad nimi występują osady trzeciorzędowe (oligocen i miocen).  Wyżej znajdują się osady czwartorzędowe z lodowaceń: Sanu, Wisły i Odry.  

## Hydrologia
Przez Wiczlino przepływa rzeka Kacza - najdłuższa rzeka Gdyni. Zaczyna swój bieg w okolicach osady Czarna Góra. Jednym z  dopływów Kaczej jest Potok Wiczliński, który ma swoje źródła w zachodniej części Wiczlina, jednak przez większą cześć roku stoi suchy, prowadzi wody głównie w czasie wiosennych roztopów i po intensywnych opadach. 